# Коксовая батарея

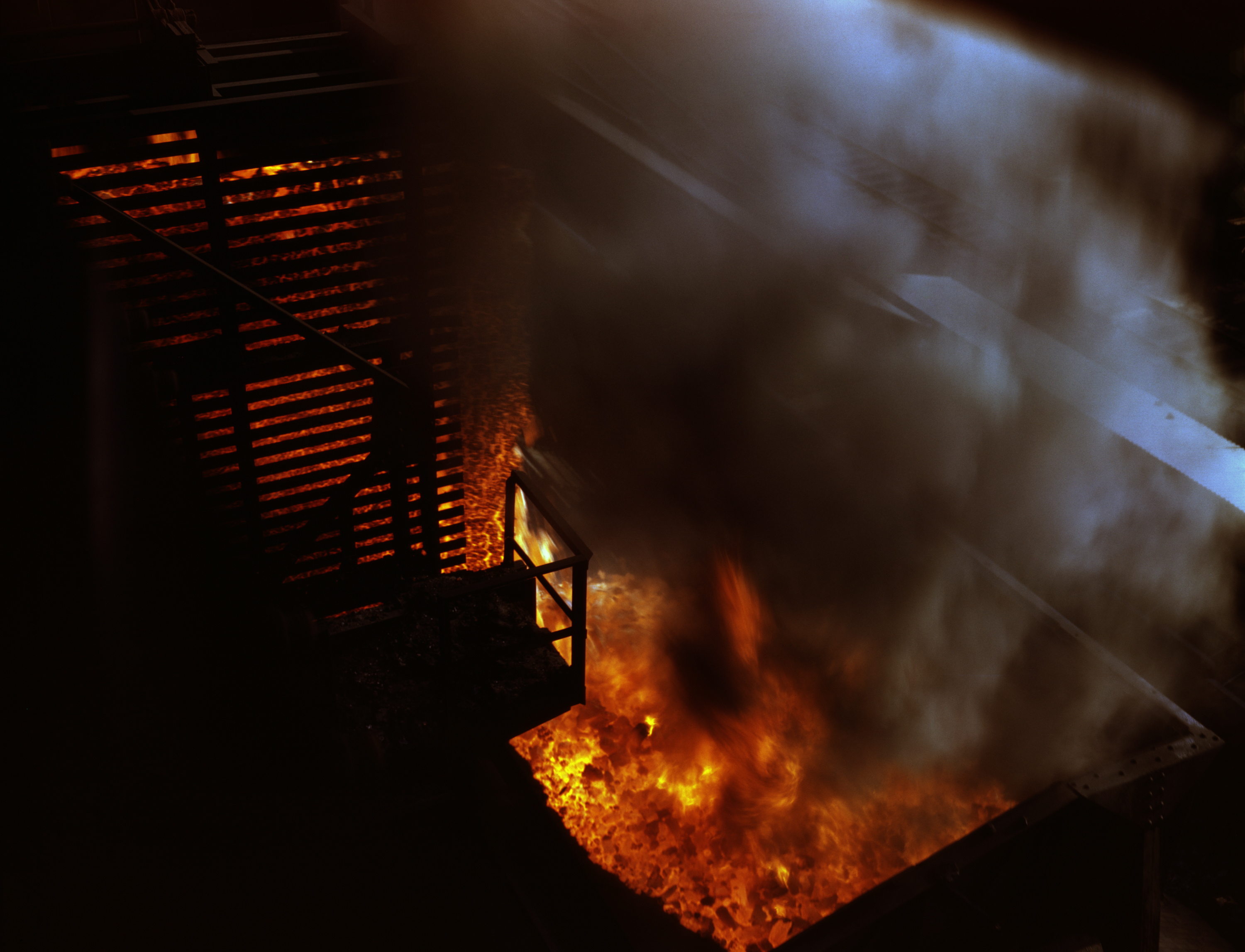
Выдача кокса на коксовой батарее. Металлургическое предприятие Great Lakes Steel Corporation, штат Мичиган, США. 1942 год.

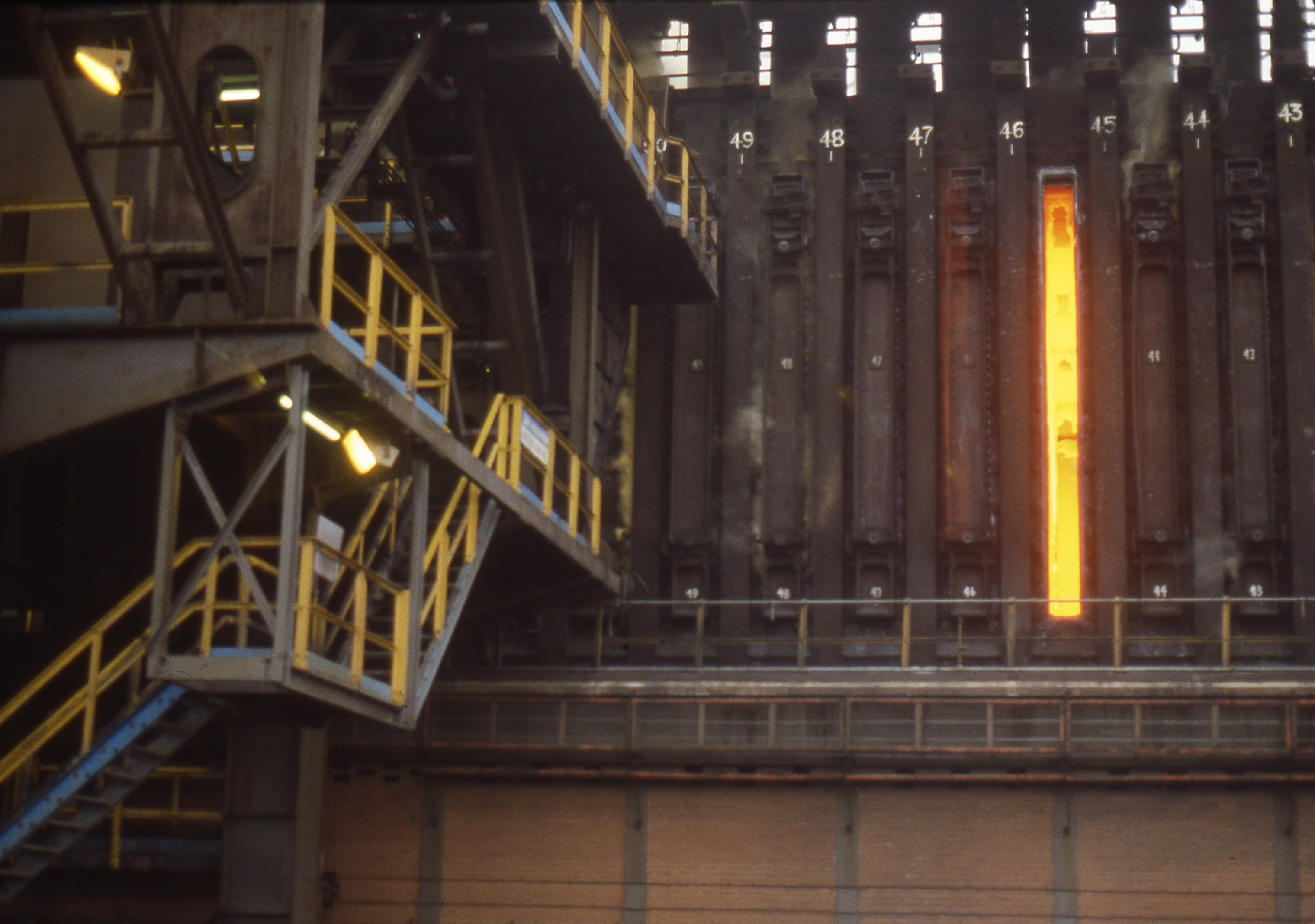
Коксовая батарея на предприятии Abercwmboi. 1976 г.

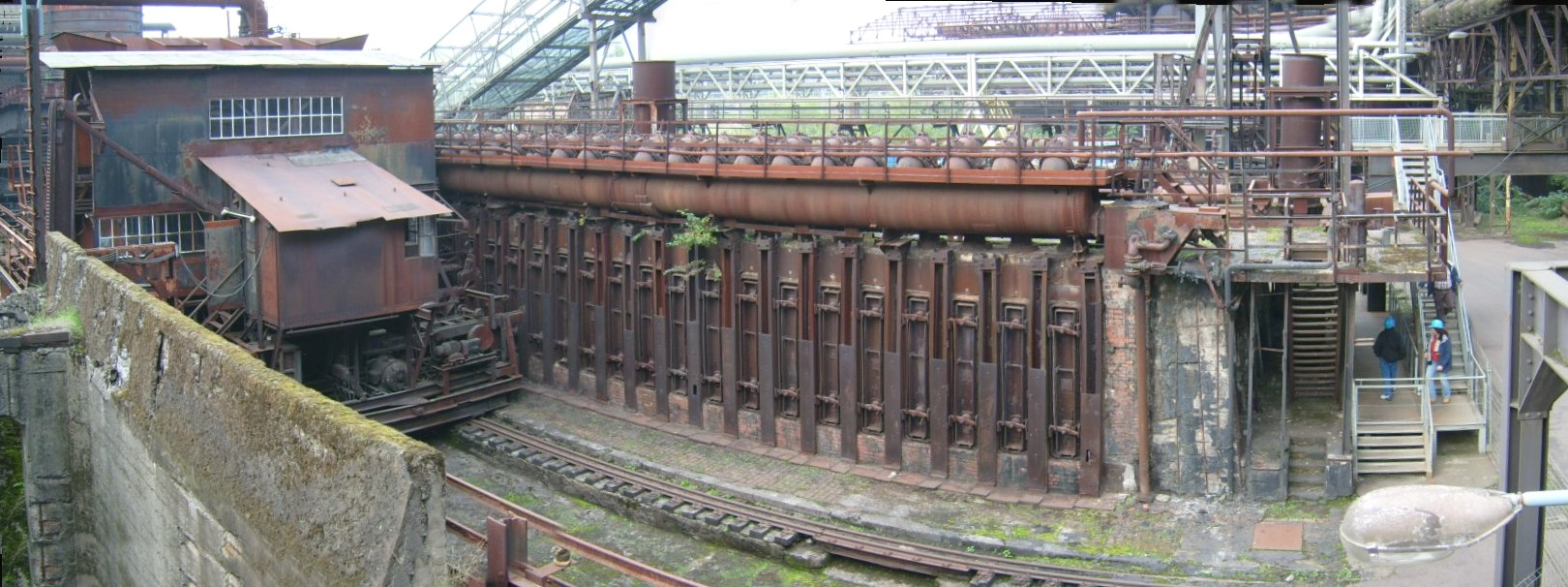
Коксовая батарея (неработающая) на металлургическом предприятии Фёльклинген, Германия. Предприятие не работает с 1986 года.

Ко́ксовая батаре́я — специальный металлургический агрегат для изготовления кокса — топлива для доменного производства чугуна. 

## Технология
Коксовая батарея обычно состоит из 45—75 коксовых печей и обслуживается одним комплектом машин. Коксовые печи загружают шихтой (смесь углей) при помощи специального загрузочного вагона, который электродвигателем перемещается по рельсам, проложенным по верху печей.
Каждая коксовая печь имеет ширину 400—450 миллиметров, длину 14—17 метров и высоту 4,3—7 метров. Коксовые печи, входящие в коксовую батарею, загружаются угольной шихтой сверху. После укладки шихты в печь и выравнивания поверхности шихты плани́ром печь тщательно герметизируется. Нагрев шихты в печи происходит через тепло, передаваемое от двух боковых стен, внутри которых в отопительных простенках сжигается смесь доменного и коксового газов при температурах до 1350—1400 °С. Выделяющиеся из шихты газы немедленно отводятся из печи через специальные отверстия. Процесс коксования в печи продолжается 13—18 часов.
Выдача кокса из коксовой батареи производится специальным выталкивателем в вагоны, где кокс охлаждается с помощью воды или инертных газов, дальнейшие операции по очистке дверей, а также уборке просыпей кокса осуществляются дверевым. Та сторона коксовой батареи, с которой выдаётся кокс, называется коксовой стороной батареи, а противоположная сторона, откуда коксовыталкивателем выталкивается кокс, называется машинной стороной. Непосредственно перед выдачей кокса производится отъём дверей печи с коксовой и машинной сторон. С коксовой стороны эта операция выполняется с помощью двересъёмного устройства, имеющегося на специальной двересъёмной машине, которая передвигается по рельсам вдоль батареи с коксовой стороны. Двересъёмная машина приводится в движение от электродвигателя, питаемого током через троллеи.
Коксовая батарея обычно работает без остановки в течение длительного времени (не менее 25 лет). Всё это время кладка коксовых печей нагрета до высоких температур, истирается коксом при его выдаче, подвергается резким перепадам температур при загрузке влажной угольной шихты и действию парогазовых продуктов. Поэтому коксовые батареи строят из специальных огнеупорных материалов, которые должны противостоять механическим усилиям работающих машин, давлению распирания коксуемой загрузки и давлению вышележащих элементов конструкции в условиях высокой температуры.